# نیروهای مسلح بلژیک
نیروهای مسلح بلژیک (هلندی: Defensie) مجموعه نیروهای نظامی بلژیک است.